# Пенні Вілаґос
Пенні Вілаґос (англ. Penny Vilagos, 17 квітня 1963) — канадська синхронна плавчиня.
Призерка Олімпійських Ігор 1992 року.
Чемпіонка світу з водних видів спорту 1982 року.
Призерка Панамериканських ігор 1983 року.